# Ivan Fadljević
Ivan Fadljević (Bučje Brodsko, 19. kolovoza 1952. - Bučje Brodsko, 13. srpnja 2006.) bio je hrvatski pjesnik i novinar. Živio je i radio u Požegi.

## Životopis
Ivan Fadljević rodio se 19.kolovoza 1952. u Bučju Brodskom od oca Valentina i majke Terezije.Gimnaziju je završio u Požegi 1971.,a potom je u Zagrebu studirao na Fakultetu za vanjsku trgovinu,te kraće vrijeme književnost na Filozofskom fakultetu.
Od 1973. do 1988. radio je u nakladničko-knjižarskoj kući "Mladost".
Poeziju je počeo pisati još u gimnazijskim danima,a pjesme je objavljivao u "Oku","Republici","Mladosti","Traženjima","Požeškom zborniku","Hrvatskom slovu","Pleteru"(München),"Osvitu"(Mostar),te na brojnim radijskim postajama. Bio je sudionik brojnih književnih večeri i tribina te osnivač, organizator i voditelj književnih večeri u Zagrebu, Požegi, Osijeku i Slavonskom Brodu.
Objavio je nekoliko kratkih priča,autor je dva scenarija za TV-dramu,adaptirao je Hemingwayeve "Snijegove Kilimandžara" za kazalište itd.
Od 1990. živi i radi u Bučju Brodskom te se profesionalno bavi novinarstvom.Surađivao je s tiskovinama "Hrvatsko slovo","Fokus,"Ognjište","Narod",te brojnim drugim listovima i časopisima u Hrvatskoj i Bosni i Hercegovini.
2000. u Požegi objavljuje svoj književni prvijenac,zbirku poezije "Dileme u predvečerja",a 2004. zbirku poezije "Škrinjica za sumnje".
Osim poezije,2001. je objavio knjigu eseja "In medias-press",a 2003. knjigu svojih književnih kritika, recenzija i novinskih tekstova iz područja kulture "Osvrti,prikazi i pokoja književna kritika".
Sve knjige mu je izdala Biblioteka ENAART urednika Dražena Muljevića Požega.
Pjesme su mu još za života uvrštene u antologije "Artistancije-zbirka poezije požeških pjesnika" i "Pjesnička polja", a priča "Old Peter & Cici" u antologiji suvremene hrvatske kratke priče "Priča kratka, ali slatka - priče hrvatskih umova i drumova".
Počinio je samoubojstvo 9.srpnja 2006. u Bučju Brodskom. Sahranjen je u Pleternici.
Odlikovan Redom hrvatskog trolista 1998. godine.